# Eduardo Noriega
Eduardo Noriega Gómez (Santander, 1 de agosto de 1973) es un actor español.

## Biografía
Noriega es el pequeño de siete hermanos y el único de ellos que se ha dedicado a la interpretación. Su primera vocación fue la música y por ello estudió durante cinco años solfeo, armonía, coral y piano en el conservatorio de su ciudad natal. Se radicó en Madrid a estudiar en la Escuela de Arte Dramático, viviendo sus años universitarios en el Colegio Mayor Universitario Santa María de Europa. Sus primeras incursiones en el cine fueron en varios cortos con directores, entonces noveles, como Alejandro Amenábar, con quién más adelante realizaría dos películas.
Su primera película fue Historias del Kronen, rodada en 1994. Posteriormente, su carrera cinematográfica comenzó al participar en la película Tesis y primer papel protagonista en Abre los ojos, por el cual obtuvo su primera candidatura al Goya a la Mejor Interpretación Masculina. Más tarde, tuvo otra nominación al Goya por la película El Lobo rodada en 2005 donde él es el protagonista principal.
Desde entonces, ha intervenido en películas tan taquilleras como Nadie conoce a nadie de Mateo Gil o El espinazo del diablo de Guillermo del Toro.
En Plata quemada, del argentino Marcelo Piñeyro, se puso en la piel de un ladrón que huía de la policía junto a Leonardo Sbaraglia.
Desde el 8 de mayo de 2016 el actor cuenta con una estrella en el paseo de la fama de Tetuán de Santander.
Noriega también ha trabajado en televisión, en la series "Colegio Mayor" y "Homicidios", donde interpretó a Tomás Sóller.

## Vida personal
El 8 de febrero de 2011 se casó con Trinidad Oteros, su novia desde hacía 6 años, en la Junta Municipal de Moncloa-Aravaca de Madrid donde ofició la concejala del distrito de Chamberí. El matrimonio tiene una hija que nació a principios de 2014.
Es hermano de Íñigo Noriega, director de El Diario Montañés desde 2016, y Javier Noriega, diputado del PP en el Congreso desde 2023.

## Cine

### Películas
| Año  | Título                             | Personaje                           | País                 |
| ---- | ---------------------------------- | ----------------------------------- | -------------------- |
| 1994 | Luna                               | Alberto                             | España               |
| 1995 | Historias del Kronen               | Joven                               | España               |
| 1995 | Cuestión de suerte                 | Julio Muñoz                         | España               |
| 1996 | Tesis                              | Bosco Herranz                       | España               |
| 1996 | Más allá del jardín                | Ignacio                             | España               |
| 1997 | Abre los ojos                      | César                               | España               |
| 1998 | Cha-cha-chá                        | Antonio                             | España               |
| 1998 | Allanamiento de morada             | Simón Romero                        | España               |
| 1999 | La fuente amarilla                 | Sergio                              | España Francia       |
| 1999 | Nadie conoce a nadie               | Simón Cárdenas                      | España               |
| 2000 | El invierno de las anjanas         | Eusebio Sánchez Argüello            | España               |
| 2000 | Carretera y manta                  | Luis                                | España               |
| 2000 | Plata quemada                      | Marcos Ángel "Guacho" Dorda         | Argentina            |
| 2001 | Visionarios                        | Joshe González Manchimbarrena       | España               |
| 2001 | El espinazo del diablo             | Jacinto                             | España México        |
| 2002 | Guerreros                          | Teniente Pablo Alonso               | España               |
| 2002 | Novo                               | Graham/Pablo                        | Francia              |
| 2003 | Las manos vacías                   | Gerard                              | Francia              |
| 2004 | Souli                              | Carlos                              | Francia              |
| 2004 | El Lobo                            | José María Txema Loygorri "El Lobo" | España               |
| 2005 | El método                          | Carlos de Aristegui Santos          | España Argentina     |
| 2005 | Che Guevara                        | Ernesto "Che" Guevara               | Estados Unidos       |
| 2006 | Alatriste                          | El Conde de Guadalmedina            | España               |
| 2007 | Canciones de amor en Lolita's Club | Raúl Fuentes/ Valentín Fuentes      | España               |
| 2008 | En el punto de mira                | Enrique                             | Estados Unidos       |
| 2008 | Transsiberian                      | Carlos Ximénez                      | Reino Unido          |
| 2009 | Petit indi                         | Sergi                               | España Francia       |
| 2010 | El mal ajeno                       | Dr. Diego Sanz                      | España               |
| 2010 | Agnosia                            | Carles Lardín                       | España               |
| 2011 | Blackthorn                         | Eduardo Apodaca                     | España               |
| 2012 | Una pistola en cada mano           | P.                                  | España               |
| 2013 | El último desafío                  | Gabriel Cortez                      | Estados Unidos       |
| 2013 | Sweetwater                         | Miguel                              | Estados Unidos       |
| 2013 | Presentimientos                    | Félix                               | España               |
| 2014 | La bella y la bestia               | Perducas                            | Francia              |
| 2015 | Los miércoles no existen           | Pablo                               | España               |
| 2016 | Nuestros amantes                   | Carlos                              | España               |
| 2017 | Perfectos desconocidos             | Eduardo                             | España               |
| 2017 | Llueven vacas                      | Fernando                            | España               |
| 2019 | Los traductores                    | Javier Freixes                      | Francia              |
| 2020 | La marca del demonio               | Tomás                               | México               |
| 2020 | La Boya                            | Vecino                              | República Dominicana |
| 2022 | Sposa in rosso                     | Leo                                 | Italia               |
| 2023 | In the Fire                        | Nicolás Márquez                     | Italia               |
| 2024 | Paradis Paris                      | Rafael Turina                       | Francia              |

## Televisión
| Año         | Título                 | Personaje           | Canal       |
| ----------- | ---------------------- | ------------------- | ----------- |
| 1996        | Colegio Mayor          | Sergio              | Telemadrid  |
| 2011        | Homicidios             | Tomás Sóller        | Telecinco   |
| 2015        | Cites                  | Ricardo Montiel     | TV3         |
| 2016        | La sonata del silencio | Don Rafael Figueroa | La 1        |
| 2019        | No te puedes esconder  | Carlos              | Telemundo   |
| 2019 - 2021 | Hache                  | Alejandro Vinuesa   | Netflix     |
| 2020        | Inés del alma mía      | Pedro de Valdivia   | La 1        |
| 2022        | Now and Then           | Ernesto             | Apple TV+   |
| 2024        | Reina Roja             | Jaume Soler         | Prime Video |

## Premios y candidaturas
Premios Goya
| Año  | Categoría                                   | Película      | Resultado |
| ---- | ------------------------------------------- | ------------- | --------- |
| 1998 | Mejor interpretación masculina protagonista | Abre los ojos | Nominado  |
| 2004 | Mejor interpretación masculina protagonista | El Lobo       | Nominado  |

Fotogramas de Plata
| Año  | Categoría           | Película                                                   | Resultado |
| ---- | ------------------- | ---------------------------------------------------------- | --------- |
| 1998 | Mejor actor de cine | Cha-cha-chá                                                | Nominado  |
| 2000 | Mejor actor de cine | Carretera y manta El invierno de las anjanas Plata quemada | Nominado  |
| 2001 | Mejor actor de cine | El espinazo del diablo Visionarios                         | Nominado  |
| 2004 | Mejor actor de cine | El Lobo                                                    | Nominado  |

Unión de Actores
| Año  | Categoría                      | Película      | Resultado |
| ---- | ------------------------------ | ------------- | --------- |
| 2008 | Mejor actor secundario de cine | Transsiberian | Nominado  |

Premios Iris
| Año  | Categoría                                       | Película               | Resultado |
| ---- | ----------------------------------------------- | ---------------------- | --------- |
| 2017 | Premio Iris a la mejor interpretación masculina | La sonata del silencio | Nominado  |

- Mejor actor en el Certamen AICA por Luna, de Alejandro Amenábar (1994).[8]
- Mejor actor en el Festival de Alcalá de Henares por Luna, de Alejandro Amenábar (1994).[8]
- Mejor actor en Aguilar de Campoó por Allanamiento de morada (1999).[8]
- Mejor actor en el Festival de Menorca por La fuente amarilla (1999).[8]
- Revelación europea 2001 de Le Studio en el Festival de Cannes (2001).
- Candidato a mejor actor secundario por Transsiberian en  los Premios de la Unión de Actores (2009).[8]
- Premio Ondas Carácter Dewar's White Label (2010)
- Premios Zapping a mejor actor por Homicidios (2012).
- Gran Premio del jurado al reparto de Una Pistola en cada mano (2013) en el Miami Film Festival.
- Nominado a mejor interpretación masculina de drama por La sonata del silencio (2017) en MIM Series.
- Premio Miguel Picazo de la 22.ª Muestra de Cine Español Inédito de Diputación de Jaén.[9]
- Premio UIMP a la Cinematografía (2024).[10]